# Gulács
Gulács is een plaats (község) en gemeente in het Hongaarse comitaat Szabolcs-Szatmár-Bereg. Gulács telt 891 inwoners (2001).